# Запис стари храст код дома (Гунцати)
Запис стари храст код дома (Гунцати) се налази на парцели чији је власник Град Београд.

## Локација
| Општина             | Барајево                                  |
| Катастарска општина | Гунцати                                   |
| Потес               | Палих бораца                              |
| Координате          | 44° 36′ С; 20° 24′ И / 44.60° С; 20.40° И |
| Надморска висина    | 209m                                      |

## Карактеристике
Дендрометријске вредности утврђене на терену и сателитским снимцима:
| Стабло                     | пањ |
| Висина стабла              | m   |
| Обим дебла                 | m   |
| Пречник крошње             | 0m  |
| Пречник дебла              | m   |
| Висина дебла до прве гране | m   |

## База записа
Запис је у оквиру Викимедија пројекта "Запис - Свето дрво" заведен под редним бројем 0959.